# Lech Rypin
Lech Rypin – polski klub piłkarski z siedzibą w Rypinie.

## Sukcesy
- Mistrzostwo III ligi (grupa II): (1) – 2011/2012
- Awans do II ligi w sezonie 2011/2012
- Puchar Polski grupy Kujawsko-Pomorskiej ZPN: (2) – 2009/2010, 2010/2011
- Finał Pucharu Polski grupy Kujawsko-Pomorskiej ZPN – 2006/2007
- Występy w III lidze – 1976/1977, 1978/1979, 1997/1998

## Historia
Klub został założony w roku 1922, rok później powołano komitet budowy boiska sportowego na którego czele stanął Roman Kolasiński. Uroczyste otwarcie boiska odbyło się 27 kwietnia 1924 roku, w tym samym dniu odbył się pierwszy mecz „Lecha” z drużyną z Działdowa. Na Walnym Zebraniu klubu w dniu 22 sierpnia 1924 roku wybrano nowy Zarząd w składzie: Bronisław Gancarczyk – prezes, Heliodor Marcinkowski – wiceprezes, Jan Drużba – sekretarz, Kazimierz Gorczyński, Tadeusz Olszewski, członkowie: Roman Kolasiński, Jan Przetakiewicz, Zygmunt Jagodziński, Ignacy Gratkowski, Jan Szczotkowski, Włodzimierz Krzyżanowski, Józef Budzanowski, Jan Czubaty, Tadeusz Szczerkowski.
W latach 30. XX wieku w mieście obok Klubu Sportowego „Lech”, działały cztery inne kluby sportowe, a mianowicie: RKS „Lech II”, KS „Sokół”, KŻ „Kraft”, „Gwiazda” i „Makkabi”. Od 1935 roku działalność nad klubem „Lech” przejęła organizacja strzelecka, zawodnicy wówczas występowali pod nazwą „Strzelca”.
W okresie okupacji, ze względu na hitlerowskie represje, nie prowadzono w Rypinie zorganizowanej działalności sportowej. Rozgrywano natomiast mecze pomiędzy tzw. „dzikimi drużynami” poszczególnych części miasta czy ulic. Bezpośrednio po wyzwoleniu miasta w 1945 roku, w Rypinie rozpoczyna działalność drużyna pod nazwą „Zryw”. W 1946 roku zmieniono nazwę drużyny na „Gwardia”. W 1949 roku przy PSS powstaje Koło Sportowe „Spójnia” oraz koło „Ogniwo” związane z Prezydium Powiatowej Rady Narodowej. W grudniu 1954 roku organizacje sportowe „Spójnia” i „Ogniwo” połączyły się tworząc koło o nazwie „Sparta”. 28 stycznia 1957 roku odbyło się zebranie działaczy, na którym dokonano zmiany koła na Klub Sportowy „Lech”, 15 kwietnia klub został wpisany do rejestru związków i zgłoszony w federacji Sportowej „Sparta”.
W końcu 1975 roku dokonano wyboru nowego Zarządu Klubu i zmieniono nazwę klubu na Międzyzakładowy Klub Sportowy „Lech” Rypin. Barwy klubu pozostawiono biało-czerwone. Nazwa MKS przetrwała do 1991 roku, kiedy to powrócono do dawnej nazwy: Rypiński Klub Sportowy „Lech”. W rundzie jesiennej 1976 roku przeprowadzono reorganizacje rozgrywek piłkarskich w Polsce. Z nowego województwa włocławskiego rypińska drużyna awansowała do nowej III ligi, która składała się z VIII grup, z czego każda liczyła 14 zespołów. Rundę jesienną w III lidze „Lech” kończył na przedostatnim miejscu w tabeli rozgrywek, tym samym od nowego sezonu klub grał już w lidze wojewódzkiej. Następny awans do III ligi „Lech” zdobył w 1997 roku. W sezonie 1998-1999 rypiński klub grał ponownie w IV lidze międzyokręgowej.
Obecnie Lech Rypin gra w III lidze, w grupie kujawsko-pomorsko-wielkopolskiej. Awans do III ligi wywalczył w 2008 roku, wracając do niej po 11 latach przerwy.
- W sezonie 2009/2010 Lech DIM Rypin zajął 6. miejsce w lidze.
- W sezonie 2010/2011 Lech Rypin zajął 2. miejsce w lidze.
- W sezonie 2011/2012 Lech Rypin zajął 4. miejsce w lidze.

W czerwcu 2011 r. strategiczny sponsor klubu przedsiębiorstwo DiM sp. z o.o. zrezygnowało z umieszczania nazwy firmy w logo klubu. Obecnie nazwa klubu z Rypina brzmi RKS Lech Rypin. 11 lipca 2011 nowym prezesem RKS Lech Rypin został Lech Buzanowski (IDS-BUD sp. z o.o.).

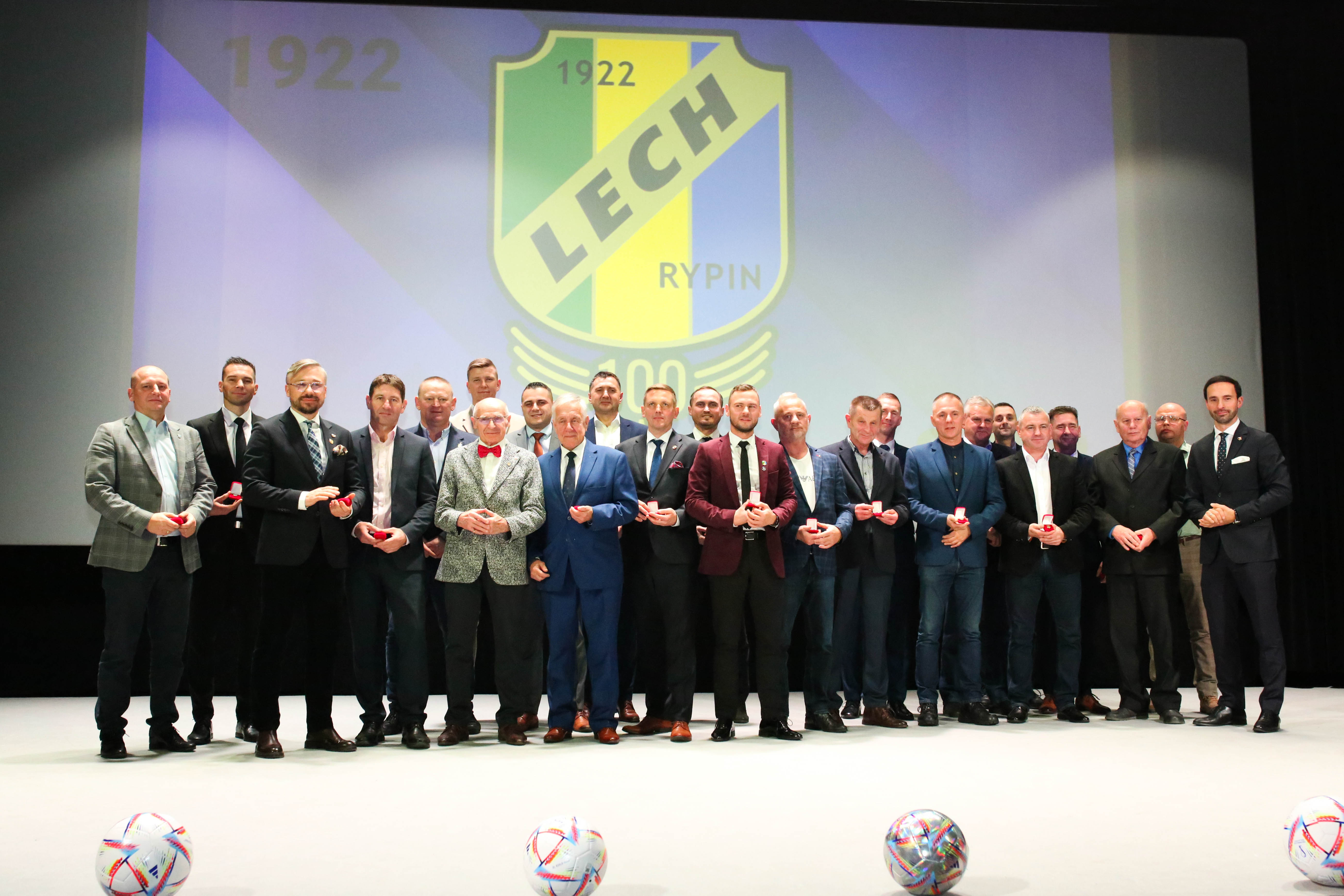
Gala z okazji 100-lecia Rypińskiego Klubu Sportowego Lech

Sponsorem klubu jest Urząd Miejski w Rypinie i ponownie przedsiębiorstwo DiM sp. z o.o.
12 maja 2012 Lech Rypin na 3 kolejki przed końcem sezonu zapewnił sobie historyczny awans do II ligi wygrywając z Lubuszaninem Trzcianką 1:0. Gola na wagę awansu zdobył Łukasz Grube
Przed rozpoczęciem rundy wiosennej sezonu 2012/13 z powodu kłopotów finansowych Lech Rypin wycofał się z rozgrywek zachodniej II ligi. Rypiński Lech po rundzie jesiennej zajmowała 5. miejsce w ligowej tabeli.

## Stadion

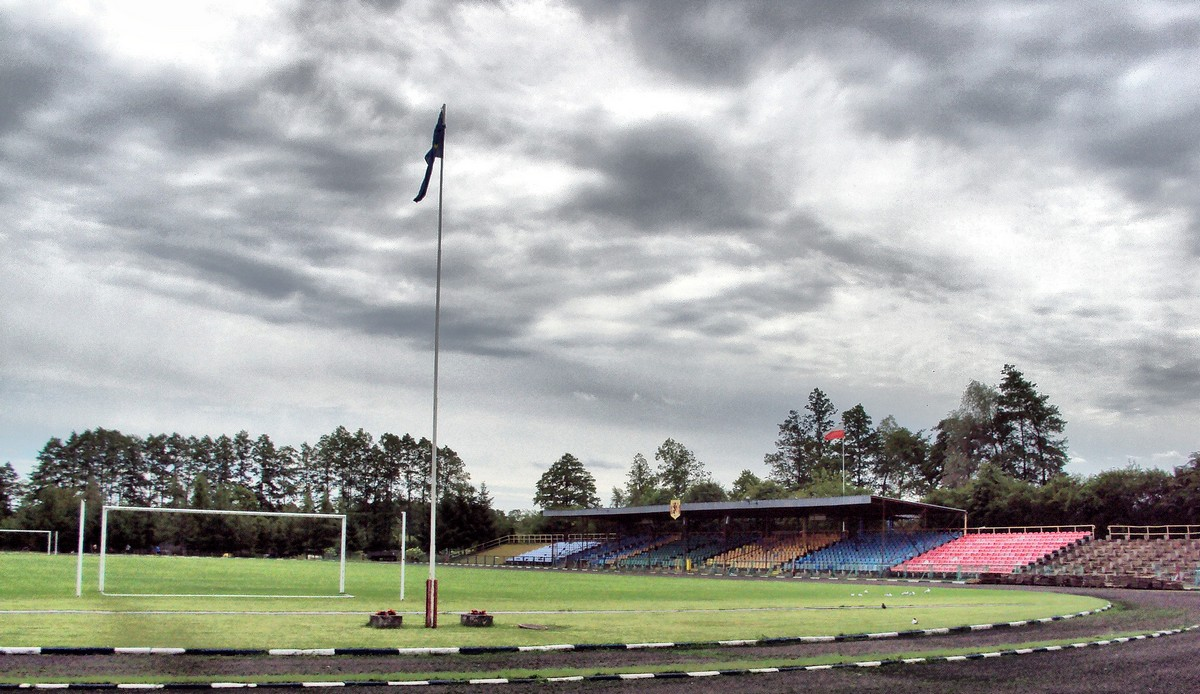
Stadion MOSiR w Rypinie (Nazwa oficjalna: Stadion sportowy im. Stanisławy Walasiewicz)

Stadion drużyny mieści się na obiektach Miejskiego Ośrodka Sportu i Rekreacji – pojemność 1500 miejsc siedzących. Znajdują się tam cztery korty tenisowe, boisko do piłki siatkowej i plażowej, dwa boczne boiska oraz płyta główna boiska, na którym swoje mecze rozgrywa drużyna seniorska Lecha Rypin. Co roku na stadionie „Lecha” organizowane są dożynki rolnicze, które odbywają się we wrześniu. Do dyspozycji gości jest także parking, hotel, mini ZOO dla dzieci oraz staw nad którym zlokalizowane są ławki. W Rypinie sparingowe spotkania rozgrywała między innymi Arka Gdynia, Wisła Płock, a w sierpniu 2005 roku do Rypina przyjechała reprezentacja Malezji U-21. W 2002 roku z okazji jubileuszu 80-lecia powstania drużyny Lecha Rypin i Lecha Poznań odbył się mecz pomiędzy tymi ekipami. Główna płyta MOSiR-u jest jedną z najlepszych w województwie kujawsko-pomorskim, cechuje ją niezwykła jak na warunki małego miasteczka jakim jest Rypin równość nawierzchni oraz doskonały dobór traw. Murawa jest nawadniana i systematycznie odnawiana. Klub ma w planach zainstalowanie podgrzewanej murawy oraz zbudowanie sztucznego boiska, tak aby piłkarze mogli trenować również w okresie przerwy zimowej.

## Sponsorzy
Od wiosny 2010 strategicznym sponsorem Lecha stała się firma DIM, należąca do Marka Stefańskiego. Umowa została podpisana na 5 lat. Od tego momentu drużyna nazywa się Lech DIM Rypin.
Od czerwca 2011 roku firma DiM sp. z o.o. zrezygnowała z nazwy firmy w nazwie RKS Lech Rypin.